# Limnephilus kedrovayaensis
Limnephilus kedrovayaensis är en nattsländeart som beskrevs av Nimmo 1995. Limnephilus kedrovayaensis ingår i släktet Limnephilus och familjen husmasknattsländor. Inga underarter finns listade i Catalogue of Life.